# Ballum
Ballum este o localitate în Țările de Jos, în comuna Ameland din provincia Frizia. Are o populatie de aproximativ 370, incluzând și aproximativ 60 de locuitori din mediul rural din jurul localității. Micul aeroport ce deservește insula Ameland este situat la nord-vest de Ballum.
Este, de asemenea, la sediul consiliului local al comunei Ameland, a cărei clădire a fost construită în locul în care era situat castelul familiei Cammingha. Acest vechi și mare castel, aparținând vechilor stăpâni ai insulei, a fost demolat în 1829